# Saison 1954-1955 du FC Nantes
Chronologie
Saison précédente Saison suivante
La saison 1954-1955 du FC Nantes est la 12e saison de l'histoire du club nantais. Le club est engagé dans trois compétitions officielles : la Division 2 (10e participation), la Coupe de France (12e participation) et enfin la Coupe Charles Drago (3e participation).

## Effectif et encadrement

### Tableau des transferts
| Nom                  | Nationalité | Poste      | Transfert | Provenance/Destination | Division        |
| -------------------- | ----------- | ---------- | --------- | ---------------------- | --------------- |
| Arrivées             |             |            |           |                        |                 |
| Pierre Girardeau     | France      | Gardien    |           |                        |                 |
| Saïd-Albert Guessoum | France      | Milieu     |           | ES Couëron             |                 |
| Uhartegaray          | France      | Milieu     |           |                        |                 |
| François Fassone     | France      | Attaquant  |           | FC Nantes rés. (?)     |                 |
| Gilbert Veinante     | France      | Attaquant  |           |                        |                 |
| Départs              |             |            |           |                        |                 |
| Christian Amy        | France      | Gardien    |           |                        |                 |
| Georges Desmars      | France      | Défenseur  |           |                        |                 |
| Barthélémy Gallard   | France      | Milieu     |           | AS Cannes              | Division 2 (D2) |
| Pierre Ferrier       | France      | Attaquants |           |                        |                 |
| Amar Kodja           | France      | Attaquants |           |                        |                 |
| Paul Perez           | France      | Attaquants |           |                        |                 |
| Pierre Sinibaldi     | France      | Attaquants |           | Olympique lyonnais     | Division 1 (D1) |

| Nom                 | Nationalité | Poste     | Transfert | Provenance/Destination | Division        |
| ------------------- | ----------- | --------- | --------- | ---------------------- | --------------- |
| Arrivées            |             |           |           |                        |                 |
| Wladislav Smolenski | France      | Défenseur |           | Olympique alésien      | Division 2 (D2) |
| Jean Manairaud      | France      | Milieu    |           | Olympique lyonnais     | Division 1 (D1) |

| Nom            | Nationalité | Poste      | Transfert | Provenance/Destination | Division |
| -------------- | ----------- | ---------- | --------- | ---------------------- | -------- |
| Arrivées       |             |            |           |                        |          |
| Anton Raab     | Allemagne   | Entraîneur |           |                        |          |
| Départs        |             |            |           |                        |          |
| Émile Veinante | France      | Entraîneur |           |                        |          |

## Matchs amicaux
| Date                   | Statut        | Adversaire | Niveau | Lieu | Score | Buteurs du FCN | Affluence |
| ---------------------- | ------------- | ---------- | ------ | ---- | ----- | -------------- | --------- |
| Dimanche 1er août 1954 | Coupe Odorico | Angers SCO | D2     | Dom. | 3 - 2 | ?              | 2.034     |

## Compétitions

### Division 2

#### Calendrier
| Date                       | Journée | Adversaire            | Lieu | Score | Buteurs du FC Nantes                           | Class. | Affluence |
| -------------------------- | ------- | --------------------- | ---- | ----- | ---------------------------------------------- | ------ | --------- |
| Dimanche 15 août 1954      | J01     | AS aixoise            | Dom. | 2 - 2 |                                                |        |           |
| Dimanche 22 août 1954      | J02     | US Valenciennes-Anzin | Ext. | 1 - 3 |                                                |        |           |
| Dimanche 29 août 1954      | J03     | CA Paris              | Dom. | 3 - 1 | van Geen 39e, Minci 46e, Fassone 49e           |        | 3.100     |
| Jeudi 2 septembre 1954     | J04     | Olympique alésien     | Ext. | 0 - 0 | -                                              |        |           |
| Dimanche 5 septembre 1954  | J05     | SO Montpellier        | Ext. | 2 - 0 |                                                |        |           |
| Dimanche 12 septembre 1954 | J06     | FC Grenoble           | Dom. | 2 - 2 |                                                |        |           |
| Dimanche 19 septembre 1954 | J07     | Stade rennais UC      | Ext. | 2 - 4 |                                                |        |           |
| Dimanche 26 septembre 1954 | J08     | Stade français FC     | Dom. | 0 - 1 | -                                              |        | 5.935     |
| Dimanche 3 octobre 1954    | J09     | FC Rouen              | Ext. | 2 - 6 | Fassone 16e, van Geen 36e                      |        | 6.163     |
| Jeudi 7 octobre 1954       | J10     | SC Toulon             | Dom. | 3 - 2 |                                                |        |           |
| Dimanche 10 octobre 1954   | J11     | AS Béziers            | Dom. | 1 - 1 |                                                |        |           |
| Dimanche 17 octobre 1954   | J12     | Angers SCO            | Ext. | 4 - 2 |                                                |        | 7.360     |
| Dimanche 24 octobre 1954   | J13     | Perpignan FC          | Ext. | 4 - 3 |                                                |        |           |
| Dimanche 31 octobre 1954   | J14     | RCFC Besançon         | Dom. | 0 - 1 | -                                              |        |           |
| Dimanche 7 novembre 1954   | J15     | FC Sète               | Ext. | 1 - 3 |                                                |        |           |
| Dimanche 14 novembre 1954  | J16     | Red Star OA           | Dom. | 1 - 5 |                                                |        |           |
| Dimanche 21 novembre 1954  | J17     | UA Sedan-Torcy        | Ext. | 0 - 1 | -                                              |        |           |
| Dimanche 28 novembre 1954  | J18     | Le Havre AC           | Ext. | 1 - 2 |                                                |        |           |
| Dimanche 5 décembre 1954   | J19     | AS Cannes             | Dom. | 2 - 1 | Domenger 2e 78e                                |        | 5.449     |
| Dimanche 12 décembre 1954  | J20     | Olympique alésien     | Dom. | 2 - 0 |                                                |        |           |
| Samedi 18 décembre 1954    | J21     | SC Toulon             | Ext. | 1 - 3 |                                                |        |           |
| Samedi 25 décembre 1954    | J22     | SO Montpellier        | Dom. | 4 - 1 |                                                |        |           |
| Dimanche 2 janvier 1955    | J23     | AS Béziers            | Ext. | 3 - 3 |                                                |        |           |
| Dimanche 16 janvier 1955   | J24     | Stade rennais UC      | Dom. | 1 - 1 |                                                |        |           |
| Dimanche 23 janvier 1955   | J25     | Stade français FC     | Ext. | 2 - 4 | van Geen 78e, Manairaud 88e                    |        | 16.351    |
| Dimanche 30 janvier 1955   | J26     | FC Rouen              | Dom. | 2 - 0 | Manairaud 4e, van Geen 29e                     |        | 5.024     |
| Lundi 12 février 1955      | J27     | CA Paris              | Ext. | 4 - 0 |                                                |        |           |
| Dimanche 20 février 1955   | J28     | Angers SCO            | Dom. | 1 - 2 |                                                |        | 8.217     |
| Dimanche 27 février 1955   | J29     | FC Grenoble           | Ext. | 4 - 2 |                                                |        |           |
| Dimanche 13 mars 1955      | J30     | RCFC Besançon         | Ext. | 1 - 7 |                                                |        |           |
| Samedi 19 mars 1955        | J31     | Perpignan FC          | Dom. | 1 - 0 |                                                |        |           |
| Dimanche 3 avril 1955      | J32     | UA Sedan-Torcy        | Dom. | 1 - 4 |                                                |        |           |
| Samedi 9 avril 1955        | J33     | Red Star OA           | Ext. | 1 - 4 | van Geen 54e                                   |        | 4.345     |
| Dimanche 24 avril 1955     | J34     | FC Sète               | Dom. | 1 - 2 | van Geen 42e                                   |        | 2.208     |
| Dimanche 1er mai 1955      | J35     | US Valenciennes-Anzin | Dom. | 5 - 1 | Domenger 27e 82e 84e, van Geen 43e, Orosco 83e |        | 1.417     |
| Dimanche 15 mai 1955       | J36     | AS aixoise            | Ext. | 2 - 2 |                                                |        |           |
| Dimanche 22 mai 1955       | J37     | AS Cannes             | Ext. | 1 - 1 | van Geen 15e                                   |        | 775       |
| Dimanche 29 mai 1955       | J38     | Le Havre AC           | Dom. | 1 - 1 |                                                |        |           |

#### Classement
| Rang | Équipe                | Pts | J  | G  | N  | P  | Bp  | Bc | Diff |
| ---- | --------------------- | --- | -- | -- | -- | -- | --- | -- | ---- |
| 1    | UA Sedan-Torcy        | 61  | 38 | 26 | 9  | 3  | 102 | 30 | +72  |
| 2    | Red Star OA           | 55  | 38 | 24 | 7  | 7  | 99  | 43 | +56  |
| 3    | Stade rennais UC      | 52  | 38 | 22 | 8  | 8  | 83  | 48 | +35  |
| 4    | Le Havre ACR          | 49  | 38 | 19 | 11 | 8  | 74  | 54 | +20  |
| 5    | US Valenciennes-Anzin | 47  | 38 | 20 | 7  | 11 | 90  | 66 | +24  |
| 6    | Angers SCO            | 46  | 38 | 19 | 8  | 11 | 71  | 52 | +19  |
| 7    | FC SèteR              | 43  | 38 | 15 | 13 | 10 | 40  | 30 | +10  |
| 8    | FC Rouen              | 42  | 38 | 17 | 8  | 13 | 59  | 47 | +12  |
| 9    | Olympique alésien     | 36  | 38 | 12 | 12 | 14 | 54  | 52 | +2   |
| 10   | FC Nantes             | 35  | 38 | 13 | 9  | 16 | 69  | 78 | -9   |
| 11   | AS Béziers            | 35  | 38 | 12 | 11 | 15 | 48  | 65 | -17  |
| 12   | SC Toulon             | 34  | 38 | 12 | 10 | 16 | 53  | 78 | -25  |
| 13   | Stade françaisR       | 33  | 38 | 12 | 9  | 17 | 59  | 71 | -12  |
| 14   | AS Cannes             | 31  | 38 | 9  | 13 | 16 | 55  | 67 | -12  |
| 15   | AS aixoise            | 30  | 38 | 10 | 10 | 18 | 54  | 80 | -26  |
| 16   | RCFC Besançon         | 29  | 38 | 13 | 3  | 22 | 72  | 96 | -24  |
| 17   | SO Montpellier        | 29  | 38 | 10 | 9  | 19 | 49  | 88 | -39  |
| 18   | Perpignan FC          | 26  | 38 | 10 | 6  | 22 | 45  | 66 | -21  |
| 19   | FC Grenoble           | 26  | 38 | 7  | 12 | 19 | 50  | 77 | -27  |
| 20   | CA Paris              | 21  | 38 | 4  | 13 | 21 | 38  | 76 | -38  |

Promotions et relégations
Abréviations

#### Buteurs
| Rang       | No.        | Pos.       | Nat.       | Nom                          | Buts |
| ---------- | ---------- | ---------- | ---------- | ---------------------------- | ---- |
| 1          |            | A          |            | Jean Domenger                | 19   |
| 2          |            | A          |            | Jan van Geen                 | 18   |
| 3          |            | A          |            | François Fassone             | 9    |
| 4          |            | M          |            | Jean Manairaud               | 7    |
| 5          |            | A          |            | Roger Orengo                 | 4    |
| 6          |            | A          |            | Claude Oresco                | 3    |
|            |            | M          |            | Saïd-Albert Guessoum         | 3    |
| 8          |            | D          |            | André Le Menn                | 2    |
| 9          |            | D          |            | Stanislas Budzyn dit "Staho" | 1    |
|            |            | D          |            | Jean Devallan                | 1    |
|            |            | M          |            | Oswaldo Minci                | 1    |
|            |            |            |            | Indéterminé (csc ?)          | 1    |
| 11 buteurs | 11 buteurs | 11 buteurs | 11 buteurs | TOTAUX                       | 69   |

### Coupe de France

#### Calendrier
| Date                    | Tour            | Adversaire           | Niveau               | Lieu | Score | Buteurs du FCN           | Affluence |
| ----------------------- | --------------- | -------------------- | -------------------- | ---- | ----- | ------------------------ | --------- |
|                         | 6e tour         | SA Rochefort-sur-Mer | DH Centre-Ouest (D4) |      | 5 - 0 |                          |           |
| Dimanche 6 février 1955 | 1/32e de finale | Lille OSC            | D1                   | Dom. | 2 - 3 | Domenger 47e, Orengo 56e |           |

#### Buteurs
| Rang | No. | Pos. | Nat. | Nom           | Buts |
| ---- | --- | ---- | ---- | ------------- | ---- |
| 1    |     | A    |      | Jean Domenger | 1    |
|      |     | A    |      | Roger Orengo  | 1    |
|      |     |      |      | Indéterminés  | 5    |
|      |     |      |      | TOTAUX        | 7    |

### Coupe Charles Drago

#### Calendrier
| Date                   | Tour           | Adversaire             | Niveau | Lieu | Score | Buteurs du FCN | Affluence |
| ---------------------- | -------------- | ---------------------- | ------ | ---- | ----- | -------------- | --------- |
| Dimanche 6 mars 1955   | 1er tour       | Olympique de Marseille | D1     | Dom. | 2 - 1 |                |           |
| Dimanche 27 mars 1955  | 2e tour        | AS Troyes-Savinienne   | D1     | Ext. | 4 - 2 |                |           |
| Dimanche 17 avril 1955 | 1/8e de finale | Stade de Reims         | D1     | Dom. | 0 - 8 | -              | 7 860     |

#### Buteurs
| Rang | No. | Pos. | Nat. | Nom          | Buts |
| ---- | --- | ---- | ---- | ------------ | ---- |
|      |     |      |      | Indéterminés | 6    |
|      |     |      |      | TOTAUX       | 6    |

## Statistiques

### Statistiques collectives
| Compétition         | Débute au tour | Termine         | Matches joués | Gagnés | Nuls | Perdus | Buts pour | Buts contre | Différence |
| ------------------- | -------------- | --------------- | ------------- | ------ | ---- | ------ | --------- | ----------- | ---------- |
| Division 2          | -              | 10e             | 38            | 13     | 9    | 16     | 69        | 78          | -9         |
| Coupe de France     | 6e tour        | 1/32e de finale | 2             | 1      | 0    | 1      | 7         | 3           | +4         |
| Coupe Charles Drago | 1er tour       | 1/8e de finale  | 1             | 2      | 0    | 1      | 6         | 11          | -5         |
| Total               | -              | -               | 41            | 16     | 9    | 18     | 82        | 92          | -10        |

## Autres équipes
Le FC Nantes, en plus de son équipe professionnelle, compte 7 équipes amateurs, dont la première évolue en CFA et la deuxième en DHR. Le club ne possède ni équipe de poussins, ni équipe de minimes, mais des équipes de juniors et de cadets, qui évoluent à un bon niveau.

### Équipe B
L'équipe réserve du FC Nantes sert de tremplin vers le groupe professionnel pour les jeunes du club ainsi que de recours pour les joueurs de retour de blessure ou en manque de temps de jeu. Elle est entraînée par Albert Heil.
Pour la saison 1954-1955, elle évolue dans le groupe Ouest du Championnat de France Amateur (CFA), soit le troisième niveau de la hiérarchie du football en France (le plus élevé accessible à une équipe réserve) grâce à sa victoire en DH Ouest la saison précédente. Au terme des 22 journées de championnat, le groupe Ouest est remporté par l'US Quevilly. L'équipe réserve du FC Nantes, quant à elle, termine 7e et se maintient donc en CFA pour la saison suivante.
| Rang | Équipe                | Pts | J  | G  | N | P  | Bp | Bc | Diff |
| ---- | --------------------- | --- | -- | -- | - | -- | -- | -- | ---- |
| 1    | US Quevilly           | 36  | 22 | 17 | 2 | 3  | 57 | 26 | +31  |
| 2    | RC Paris rés.         | 32  | 22 | 15 | 2 | 5  | 51 | 28 | +23  |
| 3    | SPN Vernon            | 28  | 22 | 12 | 4 | 6  | 46 | 26 | +20  |
| 4    | Stade quimpérois      | 25  | 22 | 10 | 5 | 7  | 36 | 27 | +9   |
| 5    | AS Orléans            | 23  | 22 | 9  | 5 | 8  | 30 | 31 | -1   |
| 6    | SM Caen               | 23  | 22 | 10 | 3 | 9  | 30 | 36 | -6   |
| 7    | FC Nantes rés.        | 20  | 22 | 6  | 8 | 8  | 34 | 32 | +2   |
| 8    | SO Cholet             | 19  | 22 | 8  | 3 | 11 | 36 | 40 | -4   |
| 9    | AS Brest              | 18  | 22 | 6  | 6 | 10 | 33 | 38 | -5   |
| 10   | CEP Lorient           | 16  | 22 | 6  | 4 | 12 | 32 | 37 | -5   |
| 11   | Stade rennais UC rés. | 16  | 22 | 6  | 4 | 12 | 24 | 45 | -21  |
| 12   | VS Chartres           | 8   | 22 | 2  | 4 | 16 | 27 | 70 | -43  |